# Скутум (щит)

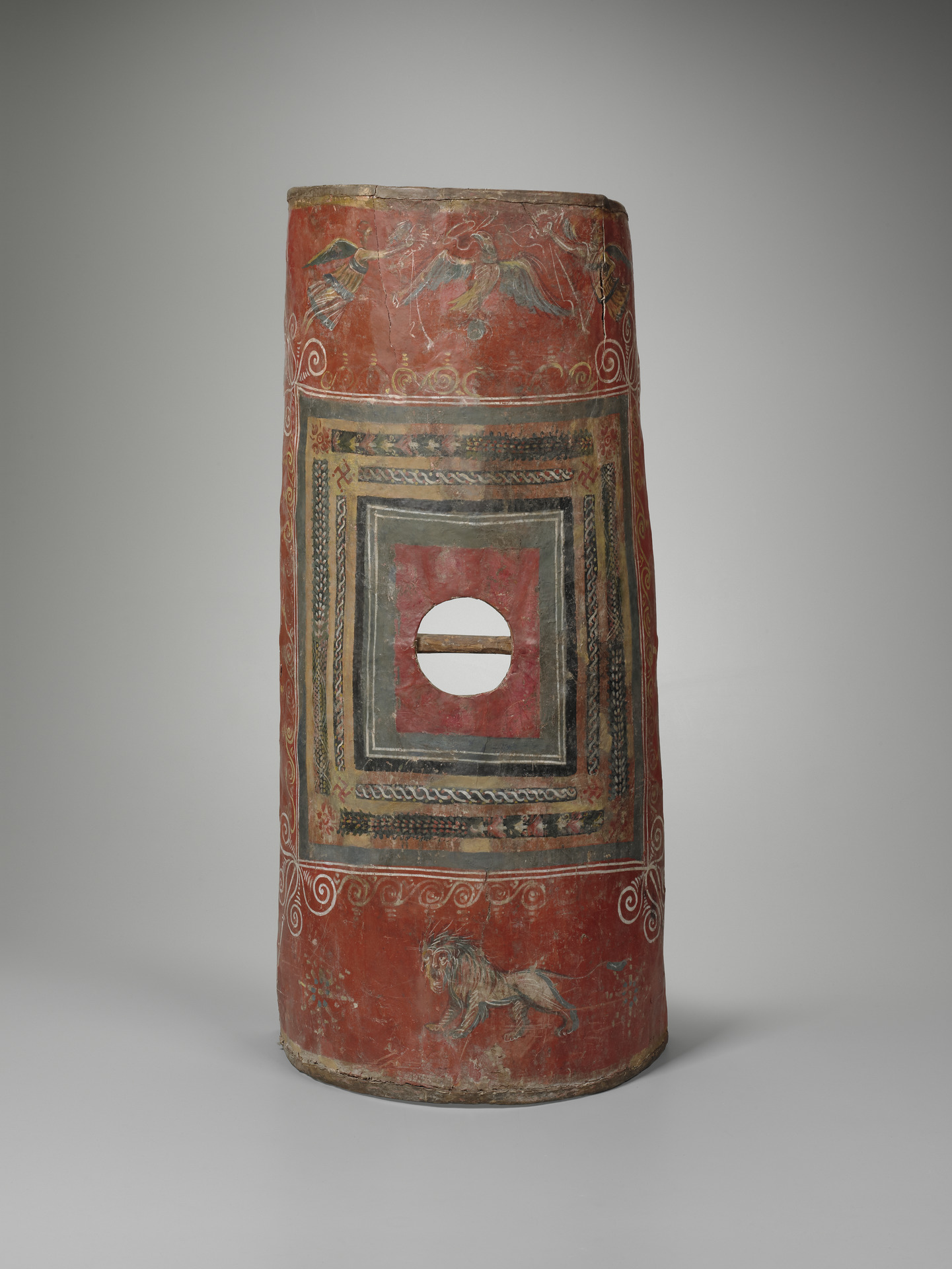
Найденный в Дура-Европосе единственный сохранившийся экземпляр оригинального скутума.

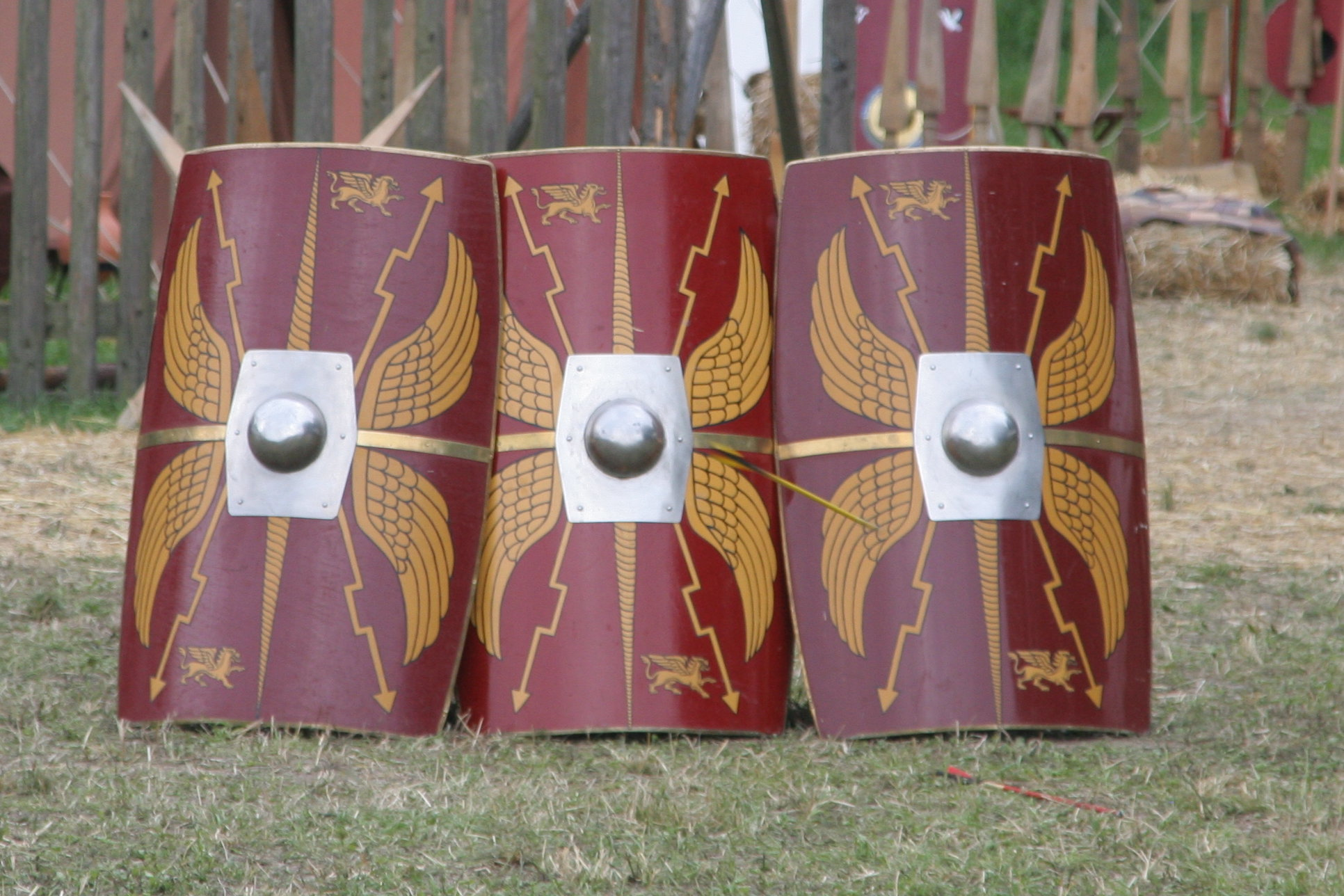
Римский скутум (I-начало II в. н. э.): вид спереди (современная реконструкция)

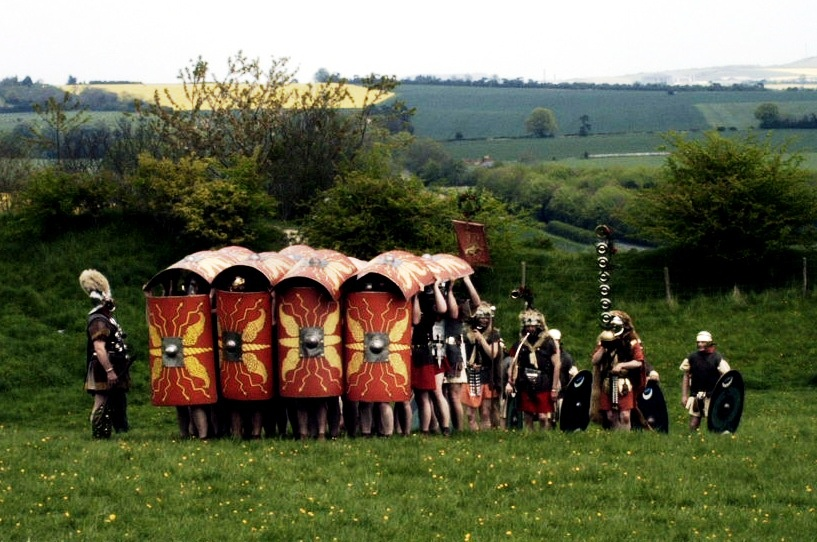
Скутум в «черепахе» (современная реконструкция)

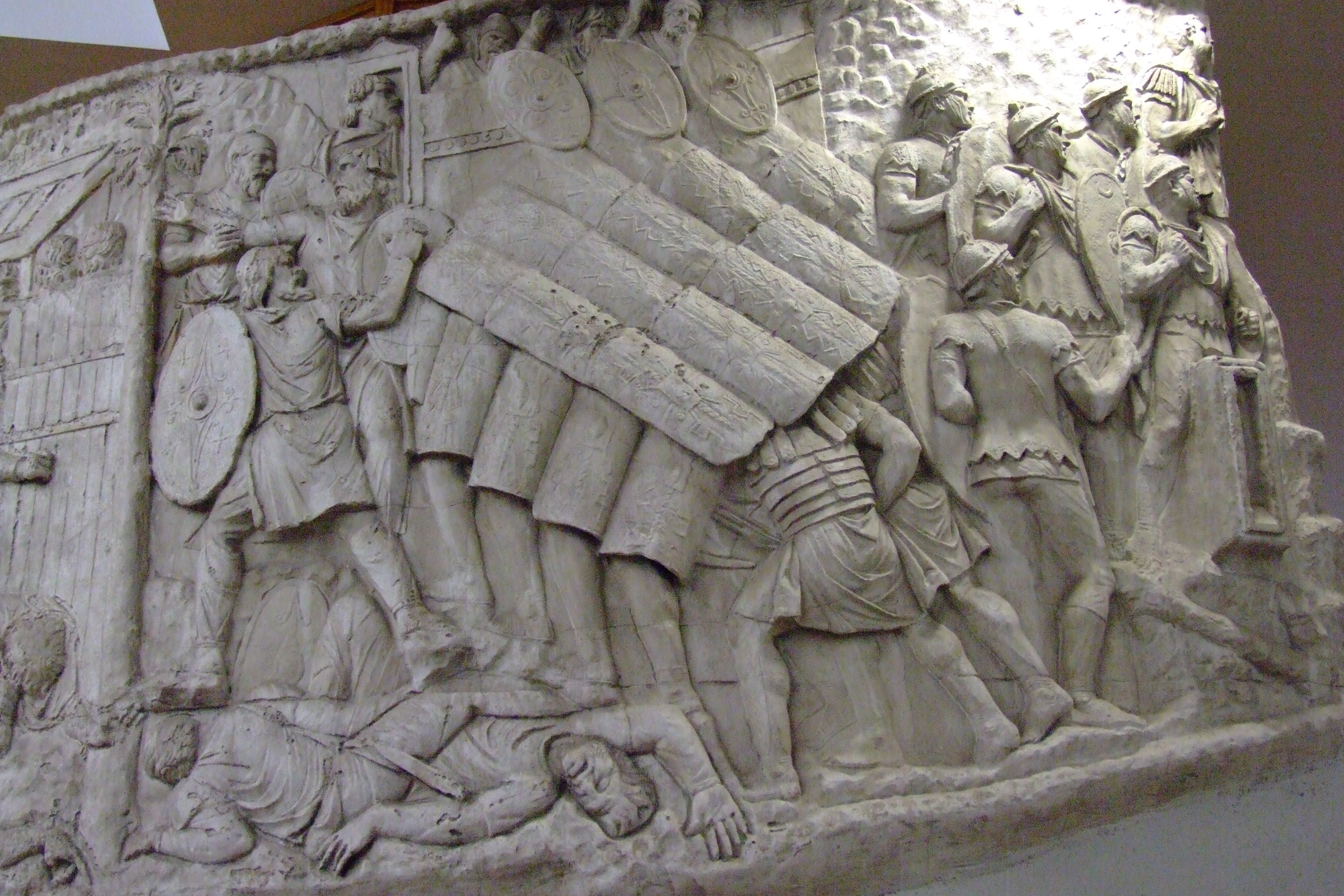
Скутум в «черепахе» на колонне Траяна

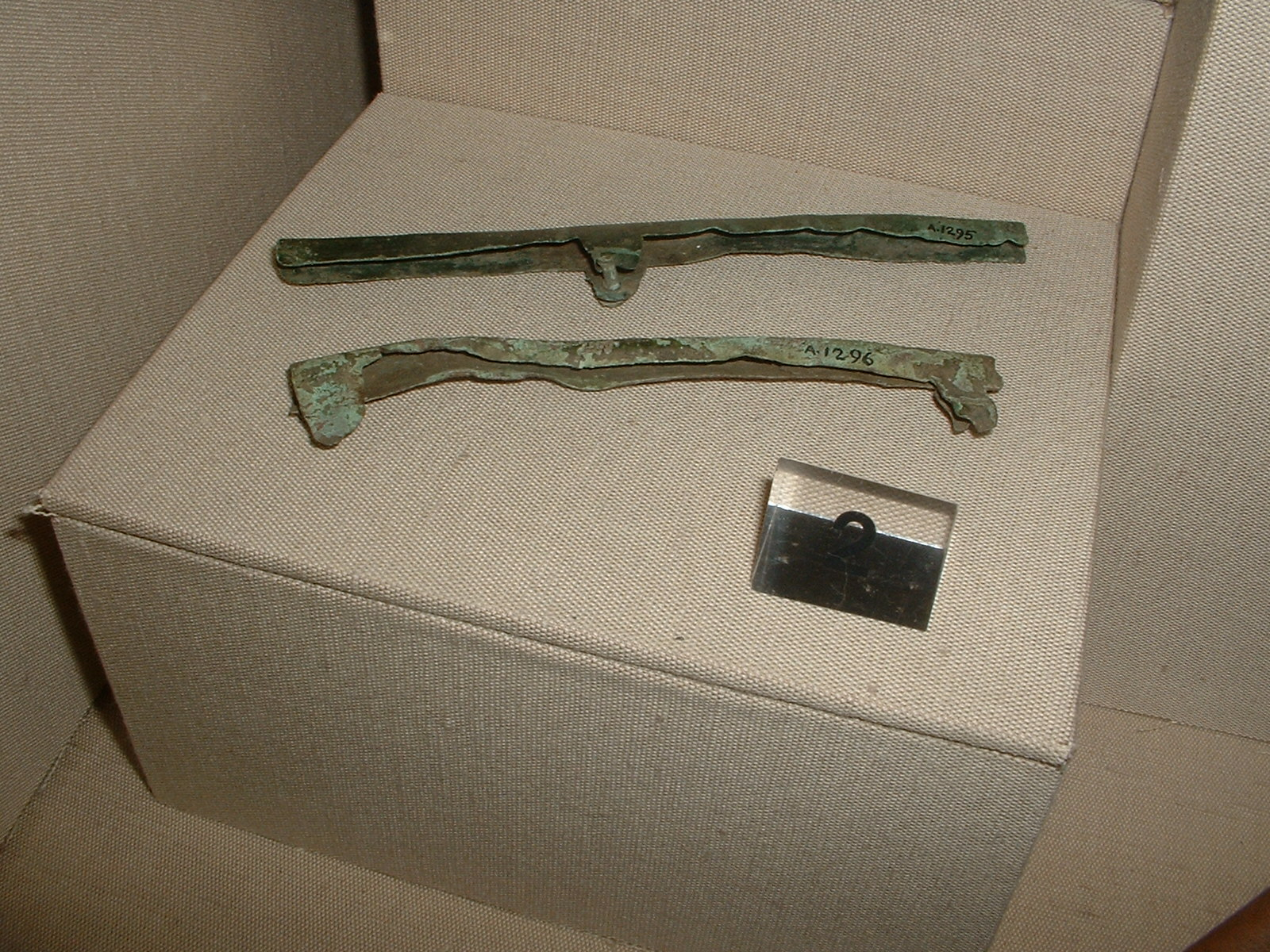
Бронзовая оковка кромки римского скутума

Ску́тум (лат. scutum, мн.ч. scuta) — ростовой щит с центральной ручкой (кулачным хватом) и умбоном.

## История
Данный тип щита происходит из Италии, где он был распространён, вероятно, ещё в бронзовом веке. В частности, в Этрурии, близ Ветулонии, в одной из могил некрополя Поджо-алла-Туардия, которая относится к VIII в. до н. э., найдено скульптурное изображение щита, практически ничем не отличающегося от более позднего римского скутума. Позже широко использовался кельтами, иберами и иллирийцами.
Примерно с начала IV в. до н. э. стал использоваться римскими легионерами вместо аргивского гоплитского щита (около этого же времени римляне отказались от фаланги греческого образца). Ко времени гражданских войн в Риме скутум принял форму овала со спрямленными верхушкой и основанием и постепенно стал полностью прямоугольным. Этот последний тип скутума широко известен по памятникам времен Империи. В III в. н. э. скутум постепенно вытесняется плоским овальным щитом (так называемый щит ауксилиев), на который распространили старое название. Позже вооружённых большим овальным щитом тяжёлых пехотинцев Византии именовали скутатами (щитоносцами). Скутум был удобен в построениях и при бое в строю.

## Устройство и изготовление
В древнейшие времена имел овальную или четырёхугольную выпуклую (охватывающую тело) форму. Так называемые самнитские гладиаторы изображаются с овальным скутумом со срезанной верхушкой. Часто усиливался вертикальным ребром из дерева и в этом случае мог и не иметь умбона. Умбон изготавливался из железа или бронзы и мог иметь различные формы (металлическая полоса, овальный, «крылатый», «бабочка» и пр.).
Римский скутум времен Республики имел размеры около 75 см шириной, около 1,2 м высотой и вес 8—10 кг (тренировочные образцы были ещё тяжелее). Согласно Полибию, его изготовляли из двух склеенных вместе деревянных пластин, которые обтягивали вначале грубой тканью, а затем телячьей кожей. Скутум этого типа найден в Фаюмском оазисе, его высота составляет 1,28 м при ширине 63,5 см, он сделан из берёзовых пластинок. Девять-десять таких тонких пластинок шириной в 6—10 см раскладывали продольно и прокладывали с обеих сторон слоем более узких пластинок, уложенных перпендикулярно первым. Затем все три слоя склеивали. Так формировалась деревянная основа щита. У кромки его толщина составляла чуть меньше сантиметра, увеличиваясь к центру до 1,2 см. Покрывали такие щиты войлоком, который у кромки складывали вдвое и прошивали через дерево. Ручка щита была горизонтальной и держалась полным хватом. Этот тип ручки отчётливо виден на многих римских памятниках. Полибий добавляет, что у такого щита был железный умбон и железная обивка вдоль верхней и нижней кромок.
Учитывая закруглённую форму щита, единственную ручку с внутренней стороны умбона и мечи, которые римские легионеры носили не на левом, а на правом боку, следует предположить, что щит держали не перед грудью, а вдоль левого бока, и римский легионер теснил противника, налегая на щит плечом и помогая себе коротким мечом, который при таком использовании щита удобнее носить именно справа.